# Nordstrand (commune)
Nordstrand (Noordströön en frison septentrional) est une commune allemande de l'arrondissement de Frise-du-Nord, dans le Land de Schleswig-Holstein.

## Géographie

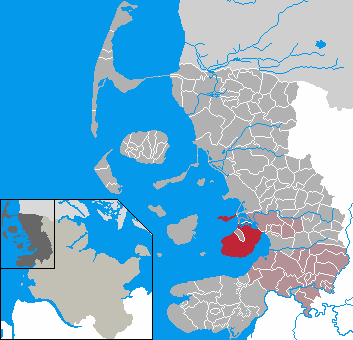
Nordstrand dans l'arrondissement de Frise-du-Nord

La commune de Nordstrand occupe la plus grande partie de la presqu'île du même nom, située dans l'ouest du Schleswig-Holstein, au bord de la mer du Nord. La commune de Elisabeth-Sophien-Koog est enclavée dans celle de Nordstrand.